# Tormenta tropical Jerry (1995)
La tormenta tropical Jerry causó graves inundaciones en el sureste de Estados Unidos durante agosto de la temporada de huracanes del Atlántico de 1995. Jerry, la décima tormenta tropical de la temporada, se formó a partir de una onda tropical que se desplazó frente a la costa africana a principios de agosto y que se transformó en depresión tropical y tormenta tropical entre Bahamas y Florida a finales de mes, antes de impactar Florida a finales de mes. Su circulación remanente persistió hasta cinco días después de tocar tierra. Las precipitaciones que produjo, que superaron los 300 mm (12 pulgadas) en varios lugares de Florida, Georgia y Carolina del Sur, causaron daños por valor de 40 millones de dólares (2005 USD) y 6 muertes. En ese momento, Jerry fue la décima tormenta más temprana en formarse en una temporada registrada, hasta que José, en la temporada de 2005, la superó. La tormenta tropical Jerry también fue el primer ciclón tropical en tocar tierra en el sur de Florida desde el huracán Andrew en 1992.

## Historia meteorológica
Una onda tropical se desplazó frente a la costa occidental de África el 9 de agosto de 1995. Se desplazó hacia el oeste por el océano Atlántico y llegó a las Antillas Menores el 15 de agosto. Al atravesar las islas, la convección aumentó considerablemente, provocando ráfagas de viento de hasta 72 km/h (45 millas por hora), aunque permaneció desorganizada. El 22 de agosto, la convección se organizó mientras el sistema se encontraba sobre el oeste de las Bahamas, y ese mismo día se convirtió en la depresión tropical Once. Las condiciones fueron solo marginalmente favorables debido a la falta de corriente de salida hacia el oeste, pero la depresión se intensificó hasta alcanzar la categoría de tormenta tropical el 23 de agosto.
Jerry, tras haber alcanzado la fuerza de tormenta tropical a 53 km (33 millas) al este de la costa de Florida, se desplazó al noroeste y golpeó Júpiter más tarde el 23 de agosto. Continuó hacia el noroeste a través del estado y permaneció como tormenta tropical hasta tarde el 24 de agosto, cuando entró en el Golfo de México sobre el condado de Citrus. Permaneció sobre las aguas brevemente hasta moverse tierra adentro en el condado de Dixie el 25 de agosto. Continuó lentamente hacia el norte, entrando en Georgia el 26 de agosto. La débil depresión giró al este y se disipó en una vaguada de baja presión el 28 de agosto cerca de la frontera entre Georgia y Carolina del Sur. La vaguada desarrolló dos centros de circulación, uno de los cuales se movió hacia el este mientras que el otro se movió hacia el sur. Este último se desplazó hacia el suroeste a través de Florida hasta disiparse a principios de septiembre. Se desconoce si alguna de las circulaciones está directamente relacionada con el centro original de Jerry.

## Preparativos

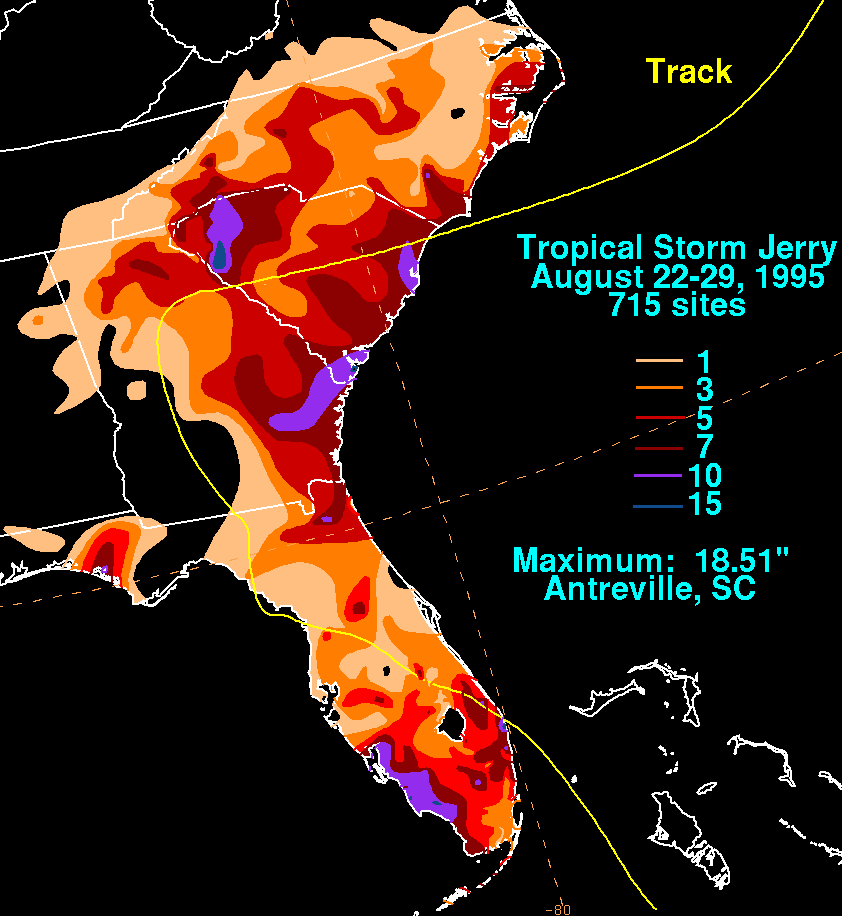
Totales de lluvia de Jerry

Debido a que gran parte de su circulación era terrestre, no se predijo que Jerry se intensificara hasta convertirse en tormenta tropical. Esto provocó que las alertas de tormenta tropical no se emitieran hasta pocas horas antes de tocar tierra. Al cruzar el estado, la tormenta mantuvo su fuerza, lo que provocó que las autoridades emitieran alertas de tormenta tropical sobre el Panhandle de Florida. Sin embargo, Jerry permaneció como depresión tropical sobre el Golfo de México, y las alertas se retiraron tras su segunda llegada a tierra.

## Impactos

### Estados Unidos

#### Florida
Al tocar tierra en el sureste y oeste de Florida, Jerry provocó una marejada ciclónica de entre 30 cm (1 pie) y 61 cm (2 pies) en la mayoría de las zonas. Las precipitaciones fueron generalmente moderadas en la parte sureste del estado, y las cantidades más altas, de más de 10 pulgadas (250 mm), se registraron en el condado de Palm Beach. Se registró una zona más extensa con precipitaciones totales más altas en el suroeste de Florida, con un máximo de 430 mm (16,8 pulgadas) de lluvia en Golden Gate. Los vientos fueron suaves, alcanzando una velocidad máxima de 69 km/h (43 millas por hora) en la Base Aérea Patrick, en el condado de Brevard. La tormenta causó dos tornados débiles y una manga marina, aunque los daños fueron mínimos. Además, Jerry causó una ligera erosión en las playas.
Si bien los daños causados por el viento fueron mínimos, las fuertes inundaciones dejaron bajo el agua numerosas carreteras del estado. Además, dañaron 340 casas y destruyeron 12, la mayoría de ellas en el condado de Collier. En el noroeste de Florida, las inundaciones causaron graves daños a los cultivos de cítricos, con daños agrícolas totales que ascendieron a 15 millones de dólares. En total, los daños en Florida ascendieron a 19 millones de dólares (USD de 1995). La tormenta también causó dos muertes indirectas en el estado, aunque ninguna muerte fue atribuida directamente a Jerry.

#### Georgia
En Georgia, Jerry dejó fuertes lluvias de más de 300 mm (12 pulgadas) cerca de Surrency, que cubrieron numerosos cursos de agua e inundaron numerosas viviendas. Se declaró el estado de emergencia en Georgia mientras Jerry atravesaba el estado. Las inundaciones causadas por la tormenta en Georgia fueron de leves a moderadas debido a la sequía que precedió a la llegada de Jerry. En Savannah, se registraron 316 mm (12,43 pulgadas) de lluvia, que inundaron los ríos Ogeechee y Savannah.

#### Carolina del Sur
En algunas zonas de Carolina del Sur se registraron precipitaciones totales significativas de hasta 480 mm (19 pulgadas). Estas precipitaciones provocaron inundaciones en los ríos Saluda, Edisto, Broad y Congaree. También se informó de roturas de presas, que provocaron inundaciones que cubrieron numerosas carreteras y arrasaron puentes, y los daños al transporte en todo el estado ascendieron a 4,5 millones de dólares (USD de 1995). Además, las casas se inundaron y los campos se cubrieron, lo que causó daños por un total de 10 millones de dólares (USD de 1995). Jerry también mató a tres personas en el estado.

#### Carolina del Norte
Los restos de Jerry provocaron fuertes precipitaciones en Carolina del Norte, que alcanzaron hasta 10 pulgadas (250 mm) en el extremo suroeste del estado. Esto provocó inundaciones a lo largo de los ríos Neuse, French Broad, Warned, Lynches, Black, Little Pee Dee, Pee Dee y Waccomaw. En todo el estado, numerosas carreteras, incluidas partes de la Interestatal 85, y casas quedaron sumergidas. Se establecieron récords de nivel de inundación para los arroyos McMullen y McAlpine, y McAlpine alcanzó un nivel de 19,4 pies (5,9 m). En el área de Charlotte, las inundaciones obligaron a la evacuación de 63 personas de un hogar de ancianos, así como de 200 personas de un par de complejos de apartamentos. El condado de Mecklenburg reportó daños por $5 millones (USD de 1995). En Raleigh, más de 140 edificios o casas resultaron dañados o destruidos, lo que resultó en daños totales en la zona por $6 millones (USD de 1995). En total, Jerry causó $11 millones (USD de 1995) en daños en todo el estado y tres víctimas mortales. Arrasó la presa del estanque Perry Mill, a las afueras de Zebulon, Carolina del Norte, en la SR 1001.